# Pino Scotto
Pino Scotto, all'anagrafe Giuseppe Scotto di Carlo (Monte di Procida, 11 ottobre 1949), è un cantautore, conduttore televisivo e attore italiano, conosciuto per essere stato il frontman dei Vanadium, per la sua carriera solista e per essere stato il cantante dei Fire Trails e dei Pulsar.
Parallelamente alla sua carriera musicale, è noto per le sue opinioni (spesso condite da un linguaggio volgare, colorito ed esplicito) con cui si scaglia contro la società, la politica, il mondo dello spettacolo, il cinema italiano e l'industria musicale italiana e internazionale, rivolgendosi agli artisti di qualsiasi genere musicale.

## Biografia

### Le prime esperienze musicali
Nato e cresciuto a Monte di Procida, comune della penisola flegrea, all'età di diciassette anni si trasferisce nel centro di Napoli, dove fonda dapprima una cover band che suona prevalentemente brani blues e rock psichedelico e poi il suo primo gruppo vero e proprio, Gli Ebrei, con cui registra anche diversi brani per la RCA Italiana che, però, non verranno mai pubblicati. In seguito, si stabilisce a Milano, dove adempie al servizio militare e dove, una volta terminata la leva, si sposa e ha un figlio.
Sul finire degli anni settanta, fonda i Pulsar, un gruppo southern rock in cui milita anche Ruggero Zanolini e con il quale incide il 45 giri A Man on the Road/Dream.

### I Vanadium
Poco tempo dopo diviene il cantante dei Vanadium, gruppo fondato dal chitarrista Stefano Tessarin, con cui incide otto album e intraprende tour italiani ed esteri. Il debutto, Metal Rock (1982), che risente dell'influenza dei Deep Purple, vende circa 8 000 copie. Segue A Race with the Devil (1983). Con Game Over (1984) il gruppo raggiunge la cifra di 54 000 copie vendute solo in Italia. Per il successivo disco dal vivo, On Streets of Danger (1985), primo live pubblicato da un gruppo metal italiano e per Born to Fight (1986) i Vanadium girano due video, regolarmente programmati su Videomusic. Essi sono Easy Way to Love, tratto dal secondo LP sopra citato e registrato al Marquee Club di Londra e che diviene il tema portante della trasmissione TV Discoring e You Can't Stop the Music.
In seguito al fallimento della loro etichetta, la Durium, il gruppo vede interrompere bruscamente l'ultimo lavoro in studio Corruption of Innocence (1987), prodotto da Jim Faraci (produttore di Ratt, Poison, L.A. Guns), ma riesce ugualmente a riprendersi entrando nella scuderia della Green Line/Ricordi e dando alla luce l'album Seventheaven, prodotto da Guy Bidmead (Motörhead, Tina Turner, Wrathchild) e orientato al metal statunitense, molto in voga in quel periodo. In questo lavoro Scotto addolcisce notevolmente il timbro della sua voce. La distribuzione e la promozione di questo LP risentono però dello scarso supporto offerto dalla nuova etichetta.
Negli anni a venire, dopo scissione dei Vanadium, Scotto ha intrapreso la sua carriera solistica, precisando di non essere interessato a riunire il gruppo, considerando la sua esperienza con il gruppo ormai conclusa. 

### Carriera solista

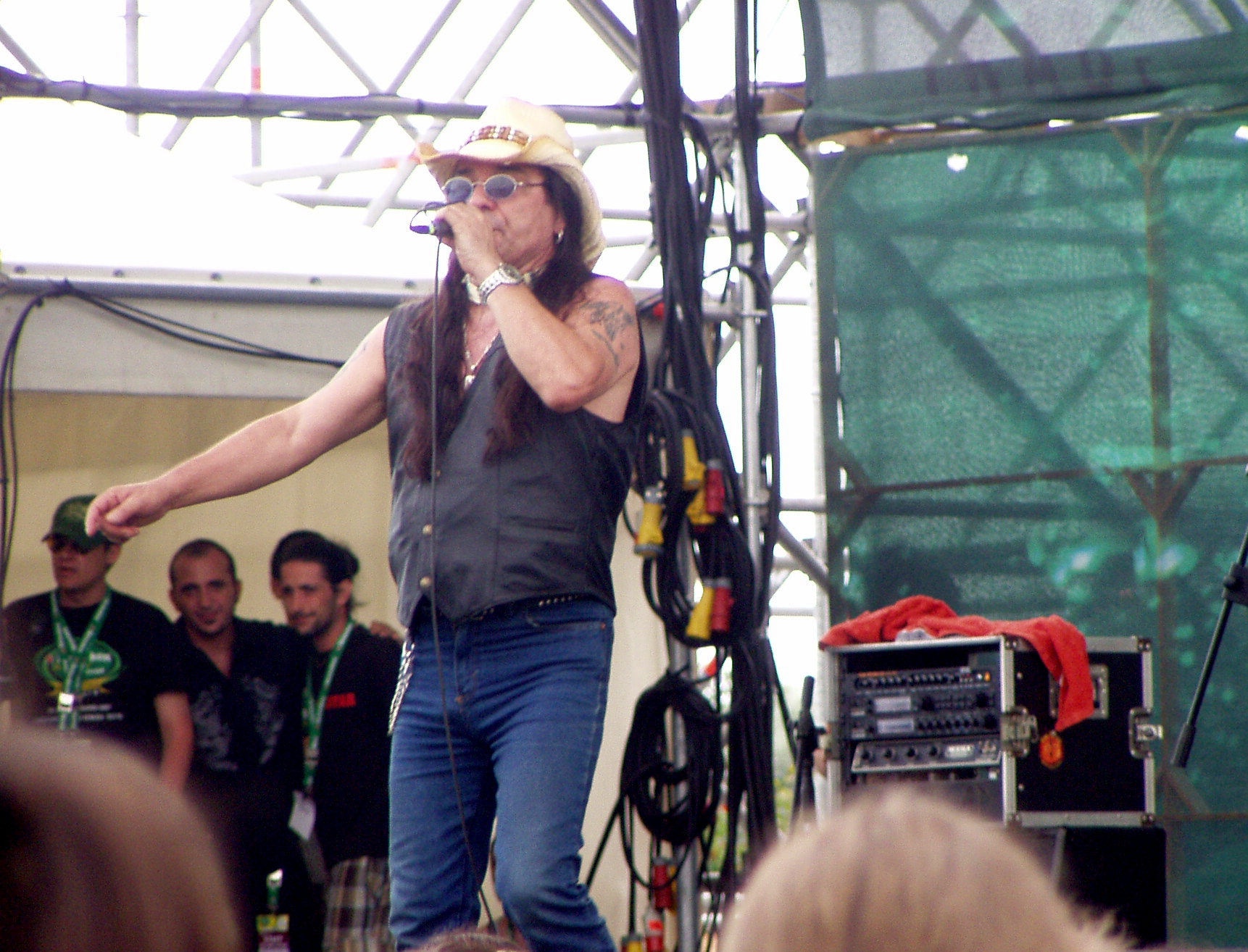
Pino Scotto nel 2007

Dopo quest'ultima esperienza la band decide di prendersi una pausa: fra il 1990 e il 1992 Scotto realizza il suo primo album solista in lingua italiana, Il grido disperato di mille bands (a cui contribuiscono il chitarrista di Vasco Rossi, Andrea Braido, oltre a Luigi Schiavone, chitarrista di Enrico Ruggeri, e l'armonicista Fabio Treves), e intraprende un tour con il suo Jam Roll Project, che lo vede ospite anche sul palco del Monsters of Rock, dove divide la scena, fra gli altri, con Black Sabbath, Megadeth, Iron Maiden, Pantera, Warrant e Testament.
Nel 1993 inizia a collaborare con artisti quali Luigi Schiavone, Antonio Aiazzi dei Litfiba, Fabrizio Palermo dei Clan Destino (ex band di Ligabue) e soprattutto Lio Mascheroni, con cui forma il "Progetto Sinergia" e realizza un album omonimo nel 1994. Nel 1995 pubblica un nuovo disco insieme ai Vanadium, Nel cuore del caos, cantato in italiano, che vede il gruppo impegnato in un lungo tour che si protrae fino al termine del febbraio 1996. Successivamente esce la compilation Segnali di fuoco, che raccoglie tracce presenti negli ultimi tre album pubblicati da Scotto (Il grido disperato di mille bands, Progetto sinergia, Nel cuore del caos) e alcuni brani inediti (prodotti dalla RIMA Records) che vedono coinvolti nella loro realizzazione, oltre ai membri dei Vanadium, anche altri artisti come Ronnie Jackson ed i già citati Andrea Braido e Fabio Treves.
Oltre ai tredici pezzi della raccolta, commercializzata a prezzo ridotto per espresso volere di Scotto, il disco contiene una traccia multimediale a cura di Giuseppe Galliano e un allegato (solo con le prime 1 000 copie) con un mini-fumetto disegnato da Giacomo Basolu, tratto dalla monografia Standing Rock (Lo Scotto Da Pagare) di Norman Zoia, paroliere storico di Scotto e coautore di tutti i brani in italiano (fatta eccezione per Gli arbitri ti picchiano, che porta la firma di Caparezza). Nel 2000 pubblica l'album Guado, articolato in undici pezzi, in cui l'artista si avvale della collaborazione di Zoia, di membri di band come Extrema e Timoria e di artisti di livello internazionale come la cantante Aida Cooper e il sassofonista Claudio Pascoli.
Nel 2004 la sua voce compare nella canzone Pezzi di panza, tratta dall'album L'armata del metallo della band heavy metal demenziale italiana degli Atroci. È stato presentato in anteprima, insieme al singolo e videoclip Come noi, pezzo a cui hanno partecipato J-Ax e gli Extrema, il 21 marzo 2008 l'ultimo album solista Datevi fuoco (lo Scotto da pagare) che contiene, oltre a dodici brani in italiano, la biografia di Scotto stesso: 180 pagine scritte e curate graficamente da Norman Zoia. Nel settembre 2009 è stato pubblicato il primo DVD dedicato a Pino Scotto, Outlaw - Now 'n Ever, contenente un concerto registrato in aprile, una video intervista con Elena Di Cioccio e foto-video promozionali.
In occasione del sessantesimo compleanno dell'artista, Tsunami Edizioni ha pubblicato Fottetevi tutti! La vita e il rock di Pino Scotto di Cristiano Canali, un libro-intervista che ripercorre la vita, la carriera, i pensieri e le critiche del rocker italiano, con il contributo di numerosi artisti e personaggi celebri dello spettacolo. Nel 2010 esce il nuovo disco Buena suerte, che comprende 11 brani tutti inediti. Nell'aprile 2012 esce Codici Kappaò, album a cui partecipano come ospiti anche i Club Dogo e i Modena City Ramblers.
Nell'aprile 2014 esce Vuoti di memoria, un progetto ambizioso che contamina musica e cultura: cinque cover in italiano con un brano inedito e cinque cover internazionali con un inedito in inglese; un viaggio nella memoria dove si incontrano brani con testi importanti scritti oltre mezzo secolo prima, che furono interpretati da artisti come Renato Rascel, Luigi Tenco, Franco Battiato, Ivan Graziani, Adriano Celentano, Elvis Presley, Muddy Waters, Gary Moore, Ted Nugent e i Motörhead. Anche in questo lavoro alla produzione troviamo Olly Riva e tanti ospiti scelti da Scotto per il rispetto e l'amicizia, artisti come Blaze Bayley (cantante degli Iron Maiden tra il 1994 e il 1999, in sostituzione di Bruce Dickinson), Nathaniel Peterson (già bassista di Eric Clapton e John Lee Hooker), Fabio Treves, Maurizio Solieri, Ricky Portera, Mario Riso e molti altri. Scotto coinvolge Drupi nel brano di Renato Rascel, ma anche Tommy Graziani e Filippo Graziani nel brano del loro padre, ovvero Ivan Graziani.
Nel giugno 2014 presta la sua voce per il ritornello della canzone Lo spazio che ti spetta, singolo nonché videoclip della band crossover foggiana dei Rocky Horror feat. Dj Blast.

### I Fire Trails
Nel 2003 Scotto torna sulle scene creando un nuovo gruppo, i Fire Trails, insieme al batterista Lio Mascheroni e ad altri musicisti, come il guitar hero Steve Angarthal, il tastierista e organista Neil Otupacca (ex Gotthard) e il bassista Angelo Perini (ex Scomunica). Con questa nuova band ha pubblicato due album: Vanadium Tribute (2002) e, nel 2005, Third Moon, che vede un cambio di formazione: quella attuale è infatti composta da Mario Giannini alla batteria, Larsen Premoli (Looking 4 a Name e GoodWines) alle tastiere e Frank Coppolino al basso. I Fire Trails si sono sciolti nel 2008 per divergenze personali.

### Rainbow Belize
Dal 2011 Scotto cerca fondi per il Rainbow Belize Project creato dalla dottoressa Caterina Vetro che raccoglie fondi per costruire case per i bambini orfani o vittime di abusi nel Belize (centro America). Il progetto vuole dar voce e contribuire a cambiare il futuro di 5.500 orfani del Belize, troppo spesso abbandonati in strada per carenza di strutture e soggetti a sfruttamenti, violenze e abusi di ogni tipo. Il progetto ha inoltre anche un sito ufficiale.

### Rainbow Projects
Un progetto di Pino Scotto e Caterina Vetro di educazione, sanità e sviluppo umano nelle comunità indigene di Sihanoukville (Cambogia), Coban (Guatemala), Georgeville e Seine Bight (Belize), nato nel 2011 per contribuire a migliorare le condizioni di vita di bambini estremamente svantaggiati: orfani e abusati in Belize, bambini della discarica di Coban in Guatemala e bambini a forte rischio di prostituzione minorile e mendicanza in Cambogia.

### Carriera televisiva

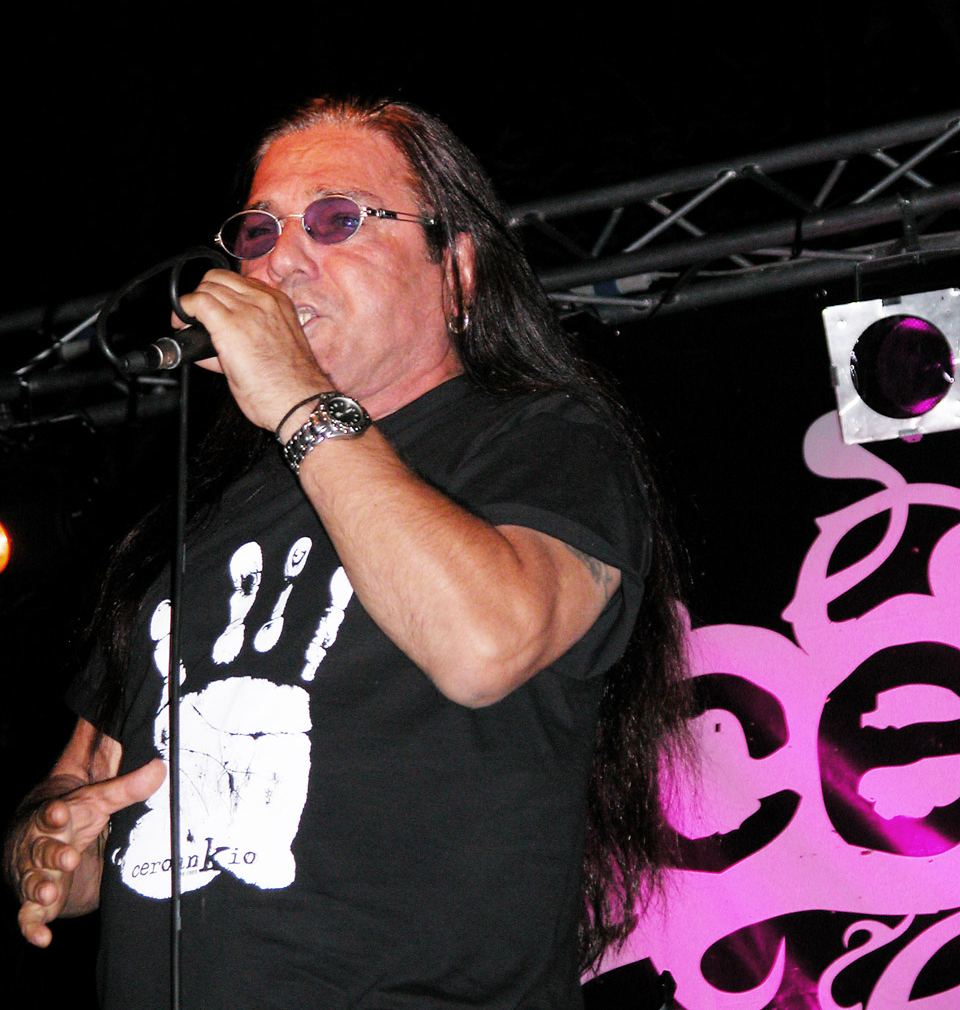
Pino Scotto al festival annuale ceroanKio di Asti nel 2009

Scotto ha condotto, spesso in diretta durante la settimana, la trasmissione Database, in onda su Rock TV. Durante questa trasmissione risponde agli SMS dei telespettatori, letti da una voce elettronica che risponde al nome di Jack. La maggior parte di questi messaggi chiedeva a Scotto opinioni riguardanti il mondo della musica, del cinema e dello spettacolo, ma anche temi di attualità come politica e cronaca. Spesso sono recapitati anche messaggi di critica o derisione nei suoi confronti, ai quali Scotto risponde con offese altrettanto pesanti e piuttosto volgari nei confronti degli spettatori.
Tale trasmissione, negli ultimi anni, ha contribuito a rinnovare la fama di Pino Scotto, grazie anche a una grande diffusione dei suoi interventi attraverso YouTube. Ad esempio sono diventate celebri la sua sfuriata contro i Tokio Hotel, quella contro Piero Pelù, quella contro Salmo e quella contro Nicola Savino (da lui chiamato Nicola Gavino), colpevole di averlo accostato alla figura di Richard Benson.
Dal 2017 Rock TV, e quindi anche il programma di Pino Scotto, va in onda solo in streaming sul web e non più sulla piattaforma Sky.
Oltre alle critiche verso la società moderna, gran parte dei discorsi di Scotto riguardano il mondo musicale (e dello spettacolo in generale), in particolare per quanto riguarda la scena emergente. Scotto si scaglia ferocemente contro il mondo della musica, secondo lui colpevole di non essere basato sulla meritocrazia e su un sistema che premi la qualità della musica. Tali accuse sono spesso rivolte agli stessi artisti che, sempre secondo l'opinione di Scotto, cercherebbero la strada più facile per ottenere il successo, pubblicando musica di scarsa qualità e rivolta a un pubblico di poche pretese.
Scotto apprezza il rock, il blues e il metal, ma disprezza il black metal che ha definito «canzoni solo urlate». Spesso, però, le sue critiche sono rivolte verso lo stesso mondo del rock o verso la scena emergente. In particolare ha più volte manifestato il proprio disappunto contro le riunioni delle grandi band del passato, da lui considerate delle operazioni commerciali per recuperare il successo perduto, nonostante lui stesso si sia riunito con i Vanadium dopo diversi anni dalla separazione. Allo stesso modo ha preso posizione contro le tribute band, che basano il proprio successo eseguendo la musica scritta da altri. Tuttavia lo stesso Scotto si è più volte esibito con una cover band chiamata Metal Gang e con la Pino Scotto Experience.
Stando alle dichiarazioni di Scotto, la sua partecipazione al programma televisivo di Rock TV sarebbe gratuita. Scotto collabora con la rivista specializzata Hard!, su cui tiene la rubrica "Way to rock" in cui esprime le proprie opinioni riguardo al mercato della musica e altri argomenti di attualità. Conduce, assieme a Simo SKW, la trasmissione radiofonica Datevi fuoco, in onda per la radio web Rocknrollradio.
Ha più volte affermato che i suoi artisti preferiti sono gli Scorpions, i Saxon, gli AC/DC (in particolare il periodo con Bon Scott), i Beatles, i Deep Purple, Bruce Springsteen, i Led Zeppelin, Van Halen, Jimi Hendrix e i Guns N' Roses (soprattutto l'album Appetite for Destruction). Tra i gruppi di rock progressivo apprezza i King Crimson, Genesis, Jethro Tull, Van der Graaf Generator e Gentle Giant. 
Tra i cantautori italiani ama particolarmente Franco Battiato, Giovanni Lindo Ferretti, Francesco Guccini, Fabrizio De André, Rino Gaetano, Enrico Ruggeri e Lucio Battisti. Ha speso spesso parole di elogio anche per Elio e le Storie Tese, Nilla Pizzi, Renato Zero, Edoardo Bennato, Francesco De Gregori, Mia Martini, Mango, Giorgio Gaber, Lucio Dalla, Richard Benson, Renzo Arbore, Caparezza, Max Pezzali e i Pooh. Ha valutato positivamente la prima parte della discografia dei Litfiba (soprattutto il periodo di Gianni Maroccolo) e Vasco Rossi, sostenendo di apprezzare i primi album, fino a Bollicine.
Scotto appare nel film horror indipendente Extreme Jukebox nel ruolo di Don Zappa, un prete rock 'n' roll, insieme ad altri musicisti come Trevor Sadist e Terence Holler.
Nutre una profonda avversione per i talent show. Inoltre, nel 2010 è stato general manager del torneo King of Faida organizzato dalla Rome Wrestling Academy

## Discografia

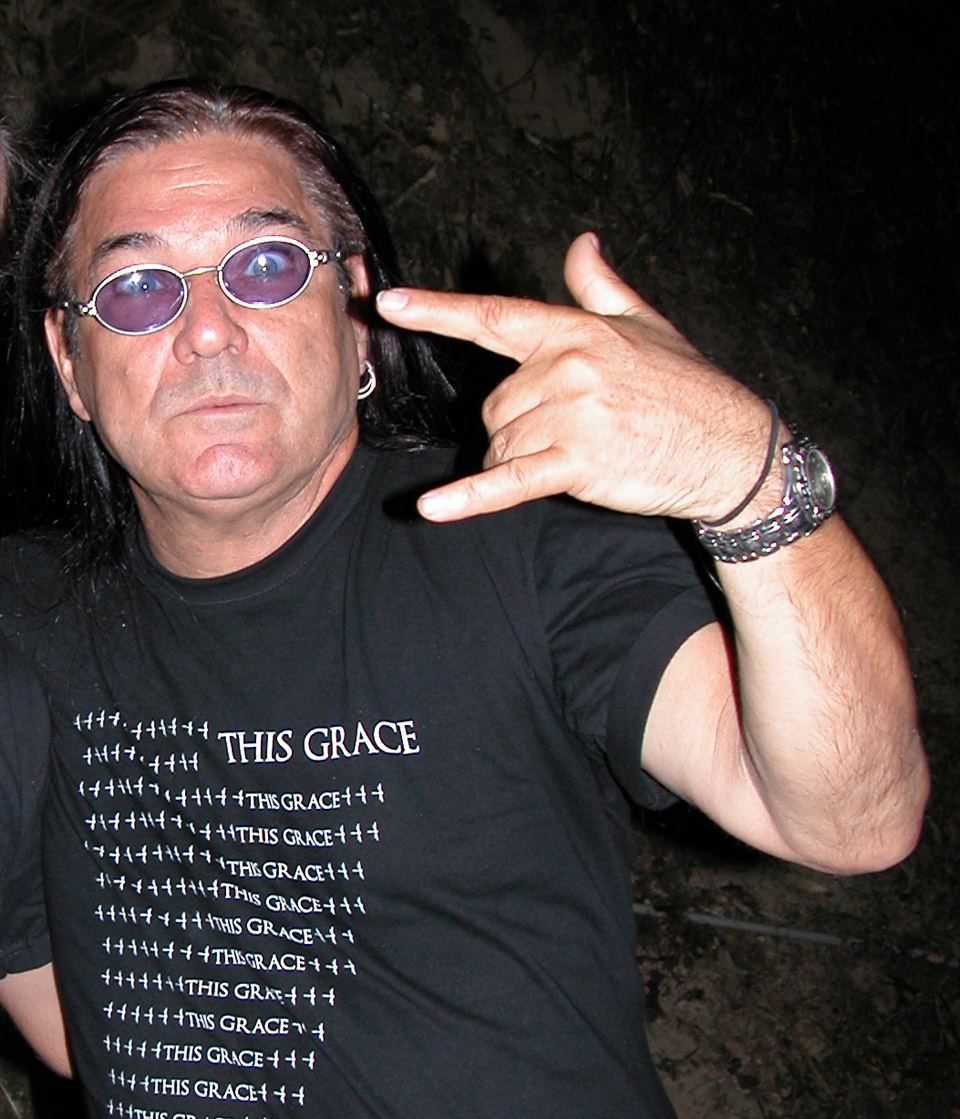
Pino Scotto nel 2009

### Con i Pulsar
- 1979 – A Man on the Road/Dream (singolo)

### Con i Vanadium
- 1982 – Metal Rock
- 1983 – A Race with the Devil
- 1984 – Game Over
- 1985 – On Streets of Danger (album live)
- 1986 – Born to Fight
- 1987 – Corruption of Innocence
- 1989 – Seventheaven
- 1995 – Nel cuore del caos

### Solista
- 1992 – Il grido disperato di mille bands
- 1994 – Progetto sinergia
- 1997 – Segnali di fuoco (raccolta)
- 2000 – Guado
- 2008 – Datevi fuoco (lo Scotto da pagare) (CD + biografia)
- 2010 – Buena suerte
- 2012 – Codici Kappaò (CD + live)
- 2014 – Vuoti di memoria (CD di cover)
- 2016 – Live for a Dream (raccolta + due inediti)
- 2018 – Eye for an Eye
- 2020 – Dog Eat Dog
- 2023 – Live n' Bad (live)
- 2025 – The Devil's Call

### Con i Fire Trails
- 2003 – Vanadium Tribute
- 2005 – Third Moon

### Featuring
- 2014 – Lo Spazio Che Ti Spetta - Rocky Horror feat. Pino Scotto & dj Blast (Sona Sle)

### DVD
- 2009 – Outlaw - Now 'n Ever (live)